# الدوري البلجيكي الدرجة الثالثة
الدوري البلجيكي الدرجة الثالثة (بالهولندية: Derde klasse)‏، (بالفرنسية: Division III)‏ كان ثالث أعلى دوري كرة قدم في بلجيكا، وبتكون من دورريين، يحتوي كل منهما 18 فريقًا، 
لعب الدوري لأول مرة في موسم 1926–27 وكان يتكون من ثلاث دوريات، ثم رفع العدد إلى أربعة بين عامي 1931 و1952، ثم خفض في عام 1952، حيث لم يبق سوى دوريين.

## وصلات خارجية
- باللغة الفرنسية www.sport.be – A third division website
- باللغة الهولندية www.sport.be[وصلة مكسورة] – A third division website
- باللغة الإنجليزية RSSSF archive – Third division full tables